# Fernand Pordié
Fernand Pordié (* 11. November 1924 in Dakar; † 23. Juni 1995 in Frouzins) war ein senegalesisch-französischer Fußballspieler.

## Karriere
Der im Senegal geborene Abwehrspieler absolvierte seine gesamte Karriere in Frankreich, wo er von 1945 an beim Zweitligisten FC Toulouse unter Vertrag stand und mit diesem an der Wiedereröffnung des regulären Spielbetriebs nach dem Zweiten Weltkrieg teilnahm. 1946 schaffte er mit dem Wechsel zu Stade Rennes den Sprung in die höchste französische Liga. In einer Zeit, in der Ein- und Auswechslungen noch nicht möglich waren, besaß er hinter Spielern wie Henri Guérin und André Bordier eine geringe Chance auf einen Platz in der ersten Elf; dementsprechend musste er bis zum 13. Oktober 1946 warten, um bei einer 0:6-Niederlage gegen den FC Metz in der Erstklassigkeit zu debütieren. Während der Saison 1947/48 gewann er im Team an Bedeutung und startete auch in die darauffolgende Spielzeit mit regelmäßigen Einsätzen.
Im Herbst 1948 kehrte der Profi Rennes den Rücken und kehrte in die zweite Liga zurück, wo er beim SCO Angers Arbeit fand. Dort avancierte er zwar zum Stammspieler, musste aber zugleich den Kampf gegen den Abstieg antreten. Nach drei Spielzeiten Abstiegskampf wechselte Pordié 1951 zum Ligakonkurrenten AS Monaco, mit dem er um den Aufstieg mitspielte. Dennoch kehrte er dem Klub ein Jahr darauf den Rücken; zur Saison 1952/53 war es mit der AS Troyes-Savinienne erneut ein zweitklassiger Verein, der sich die Dienste des Verteidigers sicherte. Er zählte dort zu den Leistungsträgern einer Mannschaft, die 1954 den Aufstieg in die erste Liga erreichte. Nach einem Erstligajahr, das den Klassenerhalt für Troyes mit sich brachte, beendete der damals 30-Jährige Pordié 1955 nach 52 Erstligapartien mit einem Tor und einer langen Zweitligakarriere seine Profilaufbahn. Anschließend war er Spielertrainer für einen Amateurklub aus dem südfranzösischen Cugnaux; aufgrund dessen ist ein Stadion in dem Ort zu Ehren des 1995 verstorbenen Ex-Profis benannt.